# El canto de la Sirena
El canto de la Sirena (en portugués: O canto da Sereia) es una miniserie brasileña producida por TV Globo que se estrenó el 8 de enero de 2013, substituyendo a O Brado Retumbante.
Está basada en el libro homónimo del escritor Nelson Motta, y retrata la historia de una popular cantante que es asesinada misteriosamente en pleno carnaval, movilizando una grandiosa investigación en torno del caso.

## Sinopsis
Conozca a Sirena (Isis Valverde, de Avenida Brasil), una joven y hermosa cantante. En su mundo, la fama y el amor están entrelazados con sentimientos de envidia y odio en una trama de secretos en el corazón de Bahía, el estado brasileño famoso por su carnaval y su folklore.
En los 4 capítulos de la miniserie, un dramático thriller con calidad de superproducción, los personajes circulan en un universo oscuro, donde no todo es lo que parece. En pleno carnaval, la deslumbrante cantante recibe un tiro fatal. Augustón (Marcos Palmeira), jefe de seguridad de la artista, decide ir hasta lo último para encontrar al asesino. Con un pasado marcado por dificultades, Sirena empieza su carrera en bares, tiempo en el que también conoce a la poderosa sacerdotisa Marina de Oxum (Fabiula Nascimento) quien predice su futura fama.
En solo dos años, Sirena conquista fama, fortuna y una legión de admiradores. En sus investigaciones, Augustón descubre que la joven aparentemente fuerte y feliz estaba envuelta en un mundo oscuro lleno de dolor y secretos. La lista de sospechosos del crimen crece cada día, incluyendo personas muy cercanas a la estrella: el antiguo novio, su nuevo romance, la empresaria y un poderoso político.

## Reparto
| Actor               | Personaje                          |
| ------------------- | ---------------------------------- |
| Ísis Valverde       | Sirena María de Oliveira           |
| Marcos Palmeira     | Agostinho Matoso (Augustão)        |
| Camila Morgado      | Mara Moreira                       |
| João Miguel         | Beroaldo (Solo Love)               |
| Fabíula Nascimento  | Madre Marina de Oxum               |
| Gabriel Braga Nunes | Paulino de Jesús                   |
| Marcos Caruso       | Juracy Bandeira (Dr. Jotabê)       |
| Marcelo Médici      | Artur Tavares da Silva (Tuta)      |
| Fábio Lago          | Vavá de Zefa                       |
| Guilherme Silva     | Jorge Luiz Santana (Jorge de Ogum) |
| Margareth Menezes   | Marta Pimenta                      |
| Zezé Motta          | Tía Celeste                        |
| Marcélia Cartaxo    | Salete                             |
| Frank Menezes       | Juárez                             |
| AC Costa            | Geraldo da Silva                   |
| Antonio Fábio       | Rúbens Marques                     |
| Val Perré           | Maicon Santos (Dedé)               |

## Emisión
| Transmisiones                                 | Transmisiones         | Transmisiones            | Transmisiones        | Transmisiones         | Transmisiones      | Transmisiones |
| País                                          | Título                | Cadena(s)                | Primera emisión      | Última emisión        | Horario semanal    | Hora          |
| --------------------------------------------- | --------------------- | ------------------------ | -------------------- | --------------------- | ------------------ | ------------- |
| Bandera de Brasil                             | O Canto da Sereia     | Rede Globo               | 8 de enero de 2013   | 11 de enero de 2013   | Martes a viernes   | 23:00         |
| Bandera de Portugal                           | O Canto da Sereia     | Globo Portugal           | 22 de abril de 2013  | 25 de abril de 2013   | Lunes a jueves     | 22:30         |
| Bandera de Australia                          | Siren's Song          | SBS                      | 1° de julio de 2014  | 2 de julio de 2014    | Martes y miércoles | 22:30         |
| Bandera de Uruguay                            | El canto de la Sirena | Teledoce                 | 13 de enero de 2015  | 22 de enero de 2015   | Martes y jueves    | 22:30         |
| Bandera de Costa Rica                         | El canto de la Sirena | Teletica                 | 18 de enero de 2016  | 21 de enero de 2016   | Lunes a viernes    | 00:30         |
| Bandera de Paraguay                           | El canto de la Sirena | Unicanal                 | TBA                  | TBA                   | Lunes a viernes    | TBA           |
| Bandera de la Unión de Naciones Suramericanas | El canto de la Sirena | Atreseries Internacional | 9 de octubre de 2019 | 30 de octubre de 2019 | Miércoles          | 21:00         |